# Skwaysithlhabsh
Skwaysithlhabsh, jedna od lokalnih skupina Sahehwamish Indijanaca u području Puget Sounda u Washingtonu. Swanton ih locira na Mud Bay (kasnije je ustanovljeno da je lokalitet Qwu?gwes pripadao plemenu Squaxin,) ili na 10 km dugi Eld Inlet, što se prostire između Budd Inleta, gdje su im susjedi bili Statca'sabsh i Totten Inleta na kojem su živjeli Tapi'ksdabsh.